# Markis Kido
Markis Kido (n. 11 august 1984, Jakarta, Indonezia – d. 14 iunie 2021, Tangerang, Banten⁠(d), Indonezia) a fost un jucător de badminton ce a reprezentat Indonezia, medaliat olimpic. A participat la 1 ediție a Jocurilor Olimpice (2008) în care a câștigat 1 medalie de aur.